# Bernard Haitink
Bernard Johan Herman Haitink (Ámsterdam, 4 de marzo de 1929 - Londres, 21 de octubre de 2021), conocido como Bernard Haitink, fue un director de orquesta neerlandés.

## Biografía
Bernard Haitink nació en el seno de una familia aficionada a la música. Cuando apenas contaba con nueve años de edad, sus padres le llevaron a un concierto de Mengelberg en el Concertgebouw y desde ese mismo momento el pequeño Bernard quiso estudiar música. No tardó mucho en materializar dicha propósito: al día siguiente se hizo con un violín y empezó a tocar por su cuenta hasta que fue admitido en el Conservatorio de Ámsterdam como alumno de Felix Hupka, quien le introdujo en los secretos de la dirección orquestal.[cita requerida] Dirigió su primer concierto el 19 de julio de 1954. Graduándose de sus estudios en 1955, ingresó como violinista en la Orquesta Filarmónica de los Países Bajos al tiempo que tomaba parte de los cursos de dirección orquestal impartidos por Ferdinand Leitner en la Radio-Unie holandesa. Haitink destacó tanto en aquellos cursos que ese mismo año fue nombrado segundo director de la Orquesta de la Unión de la Radio Holandesa, para dos años más tarde hacerse con la titularidad.
En 1956 Haitink tuvo la oportunidad de debutar al frente de la Orquesta del Concertgebouw durante un concierto en el que se vio obligado a sustituir a Carlo María Giulini. El éxito del concierto hizo que Haitink fuera requerido para dirigir a dicha formación durante los años siguientes, llegando a realizar una gira al frente de la misma por Inglaterra en 1959. Ese mismo año, falleció de forma imprevista Eduard van Beinum, el entonces director titular del Concertgebouw, y se abrió la sucesión para el puesto. Tras un breve período de transición, en el que Haitink asumió de facto las funciones de director de la orquesta, fue nombrado en 1961 director titular de la misma junto a Eugen Jochum. Luego de alternar la titularidad de la formación durante tres años con el ilustre maestro alemán —toda la crítica coincide en que aquello fue un buen arreglo; Jochum era treinta años mayor que Haitink y supo ejercer a la perfección como consejero del aún muy joven director holandés— en 1964 fue designado único director titular y artístico de la formación.
En 1967 aceptó el ofrecimiento de convertirse también en el director titular de la Orquesta Filarmónica de Londres hasta 1979 y en director musical permanente del Festival de Glyndebourne de 1978 a 1988. 
Los primeros problemas de Haitink con la Orquesta del Concertgebouw surgieron a partir de los primeros años de la década de los ochenta cuando, debido a un recorte salarial que provocó la salida de una veintena de instrumentistas, amenazó con dimitir. Finalmente, se llegó a un acuerdo con el gobierno holandés y la tensa situación pudo ser solucionada. 
En 1986, el Covent Garden consiguió el compromiso de Haitink para empezar en 1988, cuestión que planteaba el problema de la compatibilidad en ambos cargos. Haitink expuso el problema a los responsables de la orquesta con la intención de ser designado director honorario, para seguir manteniendo una vinculación con la orquesta. Pero los responsables de la orquesta no compartían esta visión y al final se vio obligado a presentar la dimisión. 
La reacción de la orquesta fue la de contratar a Riccardo Chailly como titular a partir de 1988, con lo que Haitink se perdería el concierto del centenario a celebrar precisamente en 1988. La noticia causó un enorme estupor en los círculos musicales internacionales, y al final se llegó a un acuerdo por el que Haitink prolongaría su mandato hasta 1988. El 11 de abril de ese mismo año, dirigió el concierto del Centenario con una solemne y espectacular versión de la Octava Sinfonía de los Mil de Mahler. Su aparición por la famosa escalinata del Concertgebouw, en lo que sería su último concierto como titular, fue recibida con un entusiasmo indescriptible por el público, hasta el punto de que Haitink llegó a emocionarse.
La estancia de Bernard Haitink al frente del Covent Garden se prolongó hasta 2002. En ese año, y tras la inesperada muerte de Giuseppe Sinopoli, fue contratado como director titular de la Staatskapelle Dresden, aunque acabó presentando su dimisión un par de años después debido a las discrepancias surgidas con el intendente de la orquesta, Gerd Uecker. A partir de ese momento, centró su carrera como director invitado de las mejores formaciones mundiales y llegó a ser designado miembro honorario de la Orquesta Filarmónica de Berlín. 
En 2006, Haitink rechazó la propuesta de la Orquesta Sinfónica de Chicago para hacerse su titular; pese a ello, la formación de Illinois le nombró director principal, tras la renuncia al cargo de director musical de Daniel Barenboim, y antes del nombramiento de Riccardo Muti en 2010. 
Tras una caída en 2018 en el Concertgebow,[cita requerida] se retiró con un concierto de la Séptima de Bruckner dirigiendo a la Filarmónica de Viena en el Festival de Lucerna en septiembre de 2019. Además, en ese año publicó el libro Dirigieren ist ein Rätsel (literalmente, Dirigir es un misterio) junto con los periodistas Peter Hagmann y Erich Singer que incluye reflexiones sobre su vida y carrera.

## Discografía parcial
Dentro de su amplia discografía pueden destacarse las múltiples versiones que a lo largo de su carrera ha realizado de las obras de Mahler, que son consideradas como grabaciones de referencia de estas obras. El director pudo disponer desde el comienzo de su carrera de la orquesta del Concertgebouw, la más especializada del mundo en las obras del compositor y con ella fijó su interpretación de sus obras sinfónicas, dotada siempre de una gran brillantez y claridad, con un gran respeto a la estructura formal de las obras, evitando los contrastes demasiado violentos y sabiendo elegir para las partes vocales a solistas especialmente idóneos con el estilo vocal del compositor.
- Bartók, Bluebeard's Castle - Berliner Philharmoniker/Bernard Haitink/John Tomlinson/Sandor Eles, 2005 EMI
- Beethoven, Conc.  piano. n. 4, 5 - Arrau/Haitink/CGO, 1964 Philips
- Beethoven, Fidelio - Haitink/Goldberg/Norman/Moll, 1989 Decca
- Beethoven, Conc. piano. n. 1-5/Fantasía para pfiano, coro y or. op.80 "Coral" - Brendel/Haitink/London Philharmonic Orch., 1975/1977 Decca
- Beethoven, Conciertos Piano n.º 1 & 2 - Bernard Haitink/Murray Perahia/Royal Concertgebouw Orchestra, 1986 SONY BMG/CBS
- Beethoven, Conciertos Piano Nos. 3 & 4 - Bernard Haitink/Murray Perahia/Royal Concertgebouw Orchestra, 1985 SONY BMG/CBS
- Beethoven: Concierto Piano n.º 5, Op. 73 "Emperador" - Bernard Haitink/Murray Perahia/Royal Concertgebouw Orchestra, 1987 SONY BMG/CBS
- Beethoven, Sinfonías Nos. 1-9 - Bernard Haitink/London Symphony Orchestra, 2006 LSO
- Beethoven, Sinfonías - Lucia Popp/Carolyn Watkinson/Peter Schreier/Robert Holl/Netherlands Radio Chorus/Royal Concertgebouw Orchestra/Bernard Haitink, 1994 Philips
- Beethoven, Sinfonías Nos. 5 & 7 - Royal Concertgebouw Orchestra/Bernard Haitink, 1987 Philips
- Beethoven: The Violin Romances - Bernard Haitink/Henryk Szeryng/Ingrid Haebler/Royal Concertgebouw Orchestra, 1995 Philips
- Beethoven: Concierto Violín & Egmont Overture - Herman Krebbers/Royal Concertgebouw Orchestra/Bernard Haitink, 1989 Philips
- Brahms, Conc. piano n. 1-2 - Ashkenazy/Haitink/CGO/WPO, 1981/1982 Decca
- Brahms, Sinfonías y conciertos/Var. Haydn/Serenatas 1-2/Danzas húngaras - Arrau/Szeryng/Starker/Haitink, 1964/1980 Decca
- Brahms, Sinfonía n.º 4 - Bernard Haitink/London Symphony Orchestra, 2002 LSO
- Brahms, Doble Concierto - Perlman/Rostropovich/Haitink/Concertgebouw Orchestra, 1980 Angel Records –  (Grammy) 1981
- Brahms: Concierto n.º 2 Piano, Op. 83 & Sonata, Op. 78 - Bernard Haitink/Boston Symphony Orchestra/Emanuel Ax/Yo-Yo Ma, 1999 SONY BMG
- Brahms: Dobrle Concierto, Concierto Violín - Henryk Szeryng/János Starker/Royal Concertgebouw Orchestra/Bernard Haitink, 2000 Philips
- Britten, Peter Grimes - Bernard Haitink/Orchestra of the Royal Opera House, Covent Garden, 1993 EMI
- Bruckner, Sinf. n.º 4 - Haitink/CGO, 1965 Decca
- Bruckner, Sinf. n.º 7 - Bernard Haitink/Royal Concertgebouw Orchestra, 1967 Decca
- Bruckner, Las Sinfonías - Bernard Haitink/Royal Concertgebouw Orchestra, 1994 Philips
- Debussy, Images/Nocturnos/Mer/Jeux - Haitink/Royal CGO, 1976/1979 Philips
- Janacek, Jenufa - Haitink/Mattila/Silja/Silvasti, Royal Opera House, 2001 Erato/Warner Classics - (Grammy)  2004
- Liszt, Poemas sinfónicos (Integral) - Haitink/LPO, 1966/1971 Decca
- Liszt: Conciertos piano Nos. 1 & 2 - Danza Macabra - Alfred Brendel/Bernard Haitink/London Philharmonic Orchestra, 1972 Philips
- Mahler, Lied von der Erde - Haitink/CGO/Baker/King, 1975 Philips
- Mahler: Sinfonías 1–9 - Royal Concertgebouw Orchestra/Bernard Haitink, Philips
- Mahler, Sinfonía n.º 1 - Royal Concertgebouw Orchestra/Bernard Haitink, 1962 Universal
- Mahler, Sinfonía n.º 1 - Berliner Philharmoniker/Bernard Haitink, 1988 Philips
- Mahler, Sinfonía n.º 2 - Sylvia McNair/Jard van Nes/Ernst Senff Chor/Berliner Philharmoniker/Bernard Haitink, 1994 Decca
- Mahler, Sinfonía n.º 3 & Das klagende Lied - Bernard Haitink/Royal Concertgebouw Orchestra, 1988 Philips
- Mahler, Sinfonía n.º 3 - Jard van Nes/Ernst Senff Chamber Choir/Der Tölzer Knabenchor/Berliner Philharmoniker/Bernard Haitink, 1991 Philips
- Mahler, Sinfonía n.º 4 - Sylvia McNair/Berliner Philharmoniker/Bernard Haitink, 1993 Decca
- Mahler, Sinfonía n.º 4 - Roberta Alexander/Royal Concertgebouw Orchestra/Bernard Haitink, 1984 Philips
- Mahler, Sinfonía n.º 5 - Berliner Philharmoniker/Bernard Haitink, 1989 Universal
- Mahler: Sinfonía n.º 6 - Lieder eines fahrenden Gesellen - Jessye Norman/Berliner Philharmoniker/Bernard Haitink, 1990 Philips
- Mahler: Sinfonías n.º 2, 3 y 6 - Orquesta Sinfónica de Chicago, 2007, 2008 y 2009
- Mendelssohn & Bruch - Conciertos Violín - Itzhak Perlman/Bernard Haitink, 1984 EMI Great Performers of the Century
- Messiaen: Quartet for the End of Time - Et Expecto Resurrectionem Mortuorum - Vera Beths/George Pieterson/Reinbert de Leeuw/Anner Bijlsma/Royal Concertgebouw Orchestra/Bernard Haitink, 1995 Philips
- Mozart, Così Fan Tutte - Bernard Haitink/London Philharmonic Orchestra, 2008 EMI
- Mozart, Don Giovanni - Bernard Haitink/Richard Van Allan/Thomas Allen/Maria Ewing/Elizabeth Gale/Glyndebourne Chorus/Dimitri Kavrakos/Keith Lewis/London Philharmonic Orchestra/John Rawnsley/Carol Vaness, 1984 EMI
- Rajmáninov, Conciertos piano Nos. 1-4 - Bernard Haitink/Royal Concertgebouw Orchestra/Vladimir Ashkenazy, 1988 Decca
- Rajmáninov, Conciertos piano n. 2, 4 - Ashkenazy/Haitink/CGO, 1984 Decca
- Ravel: Orchestral Music - Boléro - Ma Mère l'Oye - Royal Concertgebouw Orchestra/Bernard Haitink, 1993 Philips
- Shostakovich, Shostakovich Edition vol. 2 - Sinfonías n.º 1-15, Decca
- Shostakovich: Concierto violonchelo n.º 1 - Bloch: Schelomo - Lynn Harrell/Royal Concertgebouw Orchestra/Bernard Haitink/Julia van Leer-Studebaker, 1986 Decca
- Strauss R., Five Great Tone Poems - Bernard Haitink/Eugen Jochum/Royal Concertgebouw Orchestra, 1994 Philips
- Strauss R., Daphne - Bernard Haitink, 1983 EMI
- Strauss R., Der Rosenkavalier - Bernard Haitink,/Dresden State Opera Chorus/Barbara Hendricks/Dame Kiri Te Kanawa/Knaben Kreuzchores/Anne Sofie von Otter/Kurt Rydl/Staatskapelle Dresden, 1991 EMI
- Stravinsky, Petrouchka/Sagra - Haitink, 1973 Philips
- Turnage, Some Days - Bernard Haitink/Chicago Symphony Orchestra, 2001 Decca The British Music Collection
- Verdi, Don Carlo - Bernard Haitink/Chorus of the Royal Opera House, Covent Garden/Dmitri Hvorostovsky/Elizabeth Norberg-Schulz/Galina Gorchakova/Ildebrando d'Arcangelo/Olga Borodina/Richard Margison/Robin Leggate, 1997 Philips
- Wagner, Tannhäuser - Bernard Haitink, 1985 EMI
- Wagner, Das Rheingold - Bernard Haitink/Symphonieorchester des Bayerischen Rundfunks, 1989 EMI
- Wagner, Götterdämmerung - Bernard Haitink/Symphonieorchester des Bayerischen Rundfunks, 2012 EMI
- Vaughan Williams: On Wenlock Edge, Fantasia on a Theme By Thomas Tallis - Bernard Haitink/London Philharmonic Orchestra, 2003 EMI
- Vaughan Williams, Symphony n.º 5 - Sarah Chang/Bernard Haitink/London Philharmonic Orchestra, 1995 EMI
- The Art of Bernard Haitink - 2009 Decca
- Haitink, The Philips Years - Bernard Haitink/Royal Concertgebouw Orchestra, 2013 Decca
- Haitink: Las sinfonías de Brahms, Bruckner, Mahler - Royal Concertgebouw, 1970/1980 Decca

## Puestos de director
| Predecesor: Paul van Kempen                     | Director principal, Orquesta Filarmónica de la Radio de Holanda 1957 - 1961 | Sucesor: Jean Fournet                     |
| Predecesor: Eduard van Beinum                   | Director principal, Orquesta del Concertgebouw 1963 - 1988                  | Sucesor: Riccardo Chailly                 |
| Predecesor: John Pritchard                      | Director principal, Orquesta Filarmónica de Londres 1967 - 1979             | Sucesor: Georg Solti                      |
| Predecesor: John Pritchard                      | Director musical, Festival de Ópera de Glyndebourne 1978 - 1988             | Sucesor: Andrew Davis                     |
| Predecesor: Colin Davis                         | Director musical, Royal Opera House, Covent Garden 1987 - 2002              | Sucesor: Antonio Pappano                  |
| Predecesor: Giuseppe Sinopoli                   | Director principal Staatskapelle Dresden 2002 - 2004                        | Sucesor: Fabio Luisi                      |
| Predecesor: Daniel Barenboim (director musical) | Director principal, Orquesta Sinfónica de Chicago 2006 - 2010               | Sucesor: Riccardo Muti (director musical) |